# Petrissa Solja
Petrissa Solja (Kandel, 11 maart 1994) is een Duits tafeltennisspeelster. Met Fang Bo won ze brons bij de wereldkampioenschappen van 2017.

## Sportieve loopbaan
In 2009 kwalificeerde Solja zich voor het Europees kampioenschap. In de wedstrijd tegen Nederland verloor ze van Jelena Timina. In 2011 werd ze verkozen tot beste Duitse speler. In 2013 won ze het Duitse kampioenschap en de Duitse Open in het dubbelspel met Sabine Winter.
In 2015 trad ze voor het eerst internationaal naar voren toen ze tijdens het enkelspel in de World Cup brons won.
Tijdens het WK van 2016 bereikte ze met het team de kwartfinale, waar ze door Japan uitgeschakeld werden.
In 2017 won ze brons met Fang Bo bij de WK in het gemengd dubbelspel.
Ze speelt in de Bundesliga bij TSV Langstadt. Solja's zus Amelie komt uit voor het Oostenrijkse tafeltennisteam.

## Successen[6]

### Wereldkampioenschappen
- 2015 Gemengd dubbelspel: kwartfinale met Steffen Mengel
- 2014 Team: vijfde plaats met het team
- 2016 Team: vijfde plaats met het team
- 2017 Gemengd dubbelspel: derde plaats

### Europese kampioenschappen
- 2020 Europees kampioen enkelspel op de Europese kampioenschappen tafeltennis
- 2013 Europees kampioen vrouwendubbel met Sabine Winter op de Europese kampioenschappen tafeltennis
- 2020 Europees kampioen vrouwendubbel met Shan Xiaona op de Europese kampioenschappen tafeltennis

### Olympische Spelen
- 2016 Team: zilver

### World Cup
- 2015 Enkelspel: derde plaats

### World Tour
- 2015 Enkelspel: zilver German Open
- 2012 Dubbelspel: goud German Open
- 2015 Dubbelspel: goud German Open